# Tadeusz Rozwadowski
Tadeusz Samuel Szymon Jordan Rozwadowski herbu Trąby (ur. 19 maja lub 20 maja 1866 w Babinie, zm. 18 października 1928 w Warszawie) – polski wojskowy, Feldmarschalleutnant cesarskiej i królewskiej Armii, generał broni Wojska Polskiego, szef Sztabu Generalnego Wojska Polskiego w czasie bitwy warszawskiej 1920, Generalny Inspektor Jazdy i Generalny Inspektor Kawalerii Wojska Polskiego w latach 1921–1926, w maju 1926 roku dowódca legalnych sił rządowych odpierających pucz Józefa Piłsudskiego, konstruktor i wynalazca wojskowy. Za wybitne zasługi bojowe w czasie bitwy warszawskiej 1920 został dwukrotnie odznaczony orderem wojskowym „Virtuti Militari" (II i V klasy).
Ukończył studia w Technicznej Akademii Wojskowej i Szkole Wojennej w Wiedniu. W trakcie służby w cesarskiej i królewskiej Armii uzyskiwał kolejne awanse, dochodząc na rok przed wybuchem Wielkiej Wojny do stopnia generała-majora. Po wybuchu wojny w 1914 roku objął dowództwo XII Brygady Artylerii Austro-Węgier. W maju 1915 roku odegrał kluczową rolę w przełamaniu przez siły austriackie i niemieckie frontu w bitwie pod Gorlicami. Zaproponował wówczas nowy sposób użycia artylerii, tzw. ruchomą zasłonę ogniową, polegającą na przesuwaniu linii ostrzału artyleryjskiego tuż przed atakującą piechotą. Ścisłe współdziałanie artylerii z piechotą umożliwiło zajęcie pozycji rosyjskich i zmusiło przeciwnika do odwrotu.
W 1916 roku Tadeusz Rozwadowski został przeniesiony w stan spoczynku przez władze wojskowe Austro-Węgier ze względu na nawiązanie kontaktu z Radą Regencyjną oraz występowanie przeciwko represjonowaniu ludności polskiej zamieszkującej tereny objęte wojną. Od 1918 roku służył w Wojsku Polskim. Został mianowany szefem Sztabu Generalnego Wojska Polskiego, a następnie Naczelnym Dowódcą Wojsk Polskich w Galicji Wschodniej oraz dowódcą Armii „Wschód”. Miał istotny wkład w zwycięstwo polskie w wojnie polsko-ukraińskiej. W latach 1919–1920 był Szefem Polskiej Misji Wojskowej w Paryżu. W tej roli uczestniczył w lipcu 1920 roku w konferencji w Spa. Jako jedyny z przedstawicieli Polski oficjalnie zaprotestował przeciwko postanowieniom konferencji.
Wrócił do Polski w decydującym momencie wojny polsko-bolszewickiej, gdy Armia Czerwona nacierała w kierunku Warszawy. Został wezwany do stolicy, gdzie 22 lipca 1920 roku mianowano go ponownie szefem Sztabu Generalnego. Pełnił tę funkcję przez cały okres bitwy warszawskiej, będąc jednym z głównodowodzących w bitwie po stronie polskiej. Niektórzy historycy wskazywali Tadeusza Rozwadowskiego jako dowódcę który miał największy wkład w zwycięstwo strony polskiej w bitwie warszawskiej. Jego faktyczna rola została pomniejszona w późniejszych latach przy udziale propagandy piłsudczykowskiej.
W latach 1921–1926 był kolejno Generalnym Inspektorem Jazdy i Generalnym Inspektorem Kawalerii. Współuczestniczył w reorganizacji polskiej kawalerii. 12 maja 1926 roku, po wybuchu zamachu majowego, stanął na czele legalnych sił rządowych przeciwko dokonującym puczu piłsudczykom.
Po dymisji prezydenta Stanisława Wojciechowskiego i zawieszeniu broni, Tadeusz Rozwadowski wraz z grupą oficerów dowodzących siłami rządowymi został aresztowany i uwięziony. Był przetrzymywany w celi o złych warunkach egzystencji. Władze sanacyjne miesiącami zwlekały z przedstawieniem mu aktu oskarżenia. W październiku 1926 roku w orzeczeniu Wojskowy Sąd Okręgowy stwierdził, że wobec braku dowodów nie ma powodu utrzymywania aresztu śledczego nad Tadeuszem Rozwadowskim, lecz w wyniku interwencji Józefa Piłsudskiego generał Rozwadowski nie wyszedł na wolność. W prasie piłsudczykowskiej została zorganizowana kampania atakująca Tadeusza Rozwadowskiego.
Z dniem 30 kwietnia 1927 roku generał Tadeusz Rozwadowski został przeniesiony w stan spoczynku. W obliczu nasilającej się w społeczeństwie akcji petycyjnej w obronie uwięzionych oficerów, 18 maja 1927 roku Tadeusz Rozwadowski został uwolniony. Ówczesne władze sanacyjne dokonały przy tym licznych uchybień prawnych. Władze uporczywie przesuwały termin rozprawy przeciw generałowi Rozwadowskiemu. Więzienie spowodowało, że Tadeusz Rozwadowski istotnie podupadł na zdrowiu. Zmarł w Warszawie 18 października 1928.
Zgodnie ze swoją ostatnią wolą został pochowany na Cmentarzu Obrońców Lwowa, wśród mogił swoich podkomendnych. Po II wojnie światowej, gdy cmentarz był dewastowany przez władze USRR, szczątki generała zostały przeniesione. Z powodu śmierci świadków i braku zainteresowania władz polskich w okresie PRL, okoliczności i miejsce pochówku tych szczątków pozostają nieznane.
Tadeusz Rozwadowski był konstruktorem i wynalazcą wojskowym, przede wszystkim w zakresie artylerii. Zaprojektował m.in. nowy rodzaj pocisku artyleryjskiego, tzw. granato-szrapnel, który eksplodował raz w powietrzu, i drugi raz już po zetknięciu z celem. Prowadził prace nad pociskami artyleryjskimi do końca życia. Był też autorem wspomnień z okresu Wielkiej Wojny spisanych w czasie pobytu w więzieniu (wyd. 2015). W 1928 roku napisał referat poświęcony „Problemowi dzisiejszej obrony Państwa”. Postulował w nim utworzenie specjalnej formacji, tzw. armii wysokiego pogotowia, zdolnej do błyskawicznej mobilizacji w obliczu najazdu na Polskę ze strony Rosji lub Niemiec.

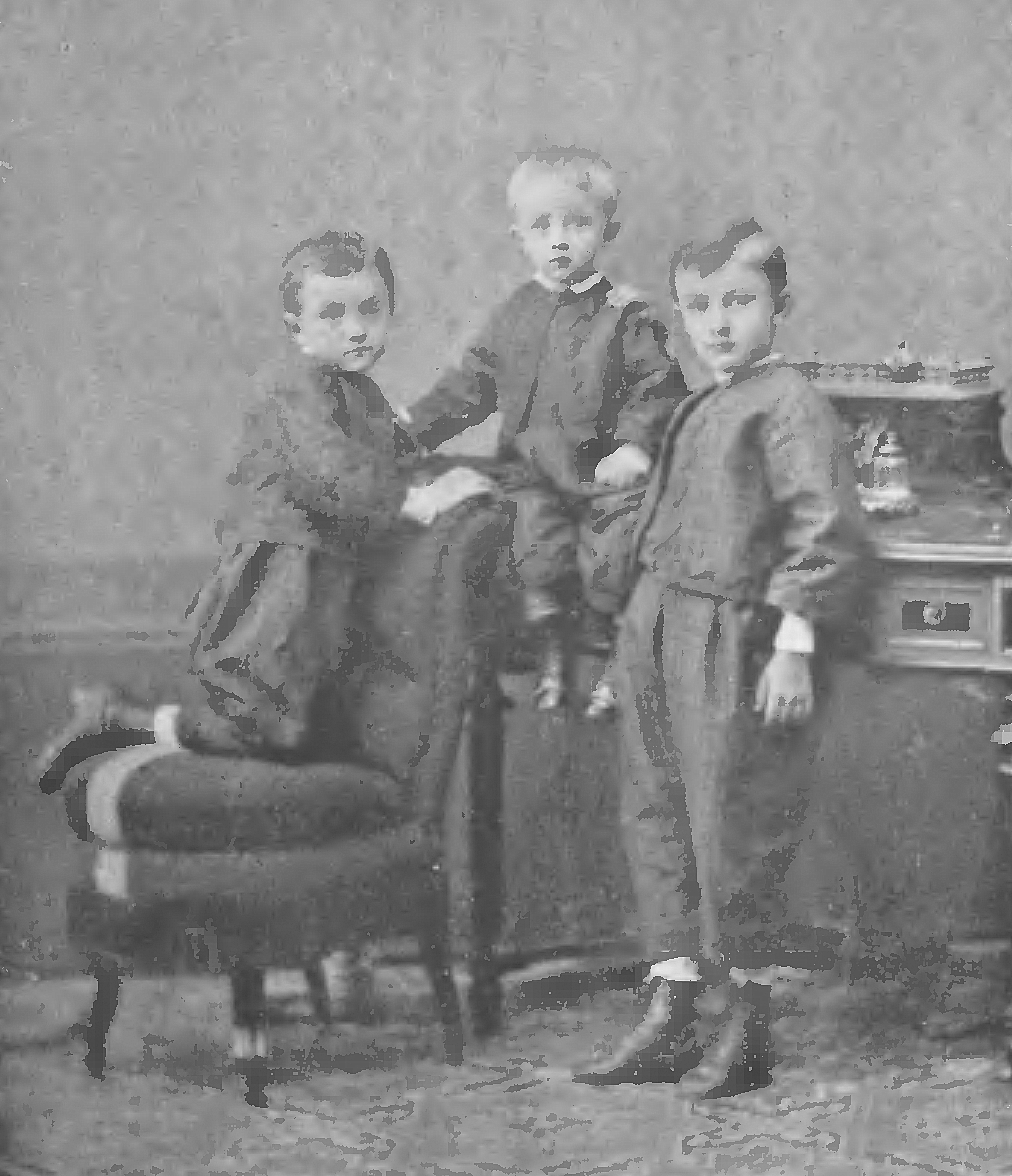
Bracia Samuel, Wiktor, Tadeusz Rozwadowscy w dzieciństwie

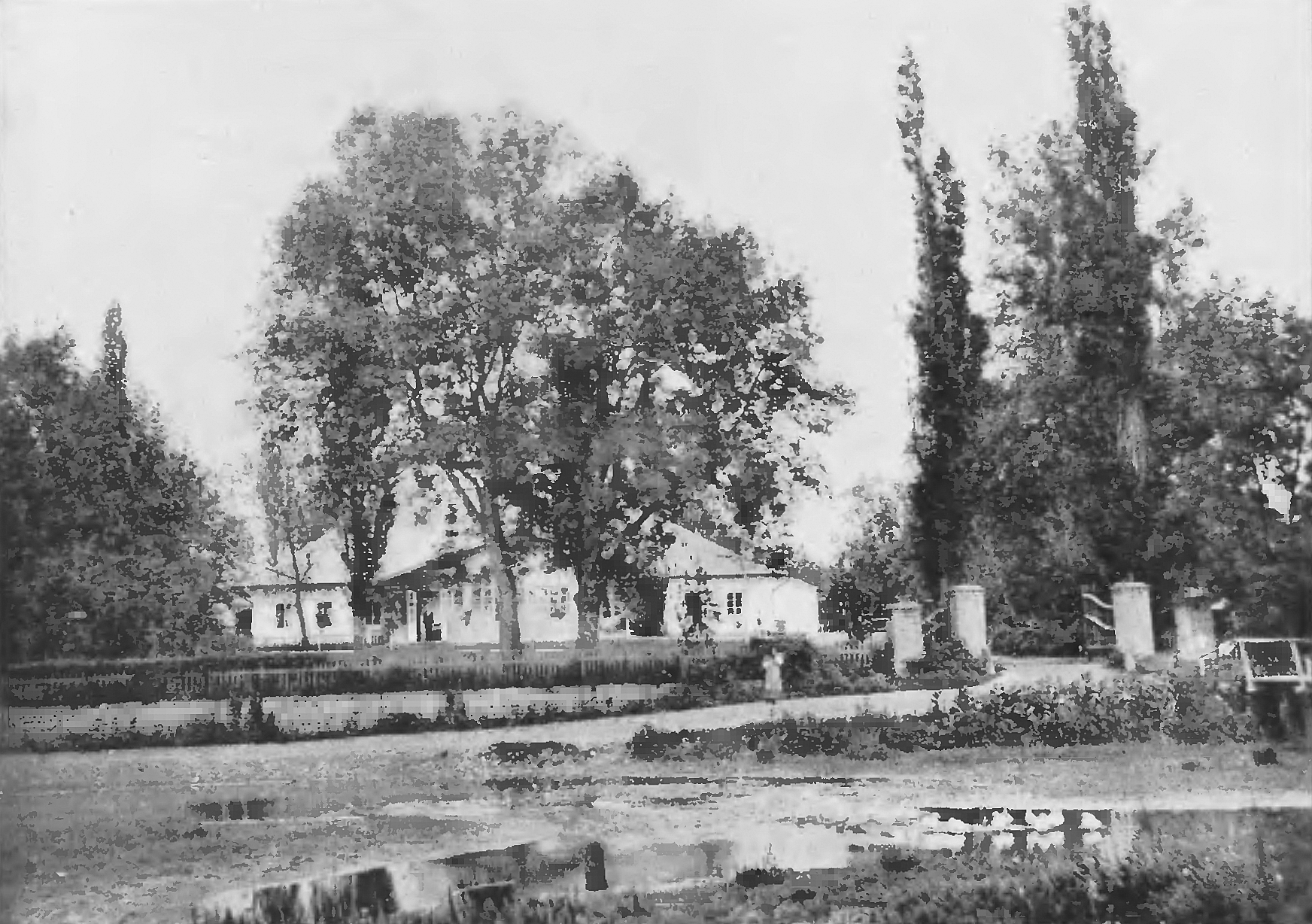
Rodzinny dwór Rozwadowskich w Babinie

## Życiorys

### Młodość i początek kariery wojskowej w armii austro-węgierskiej

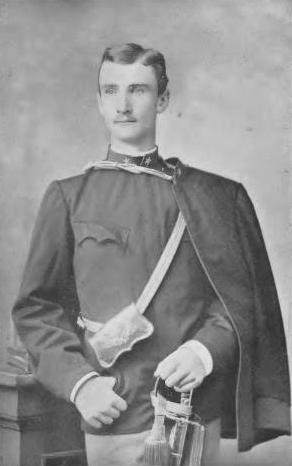
Tadeusz Rozwadowski w mundurze podporucznika (1886)

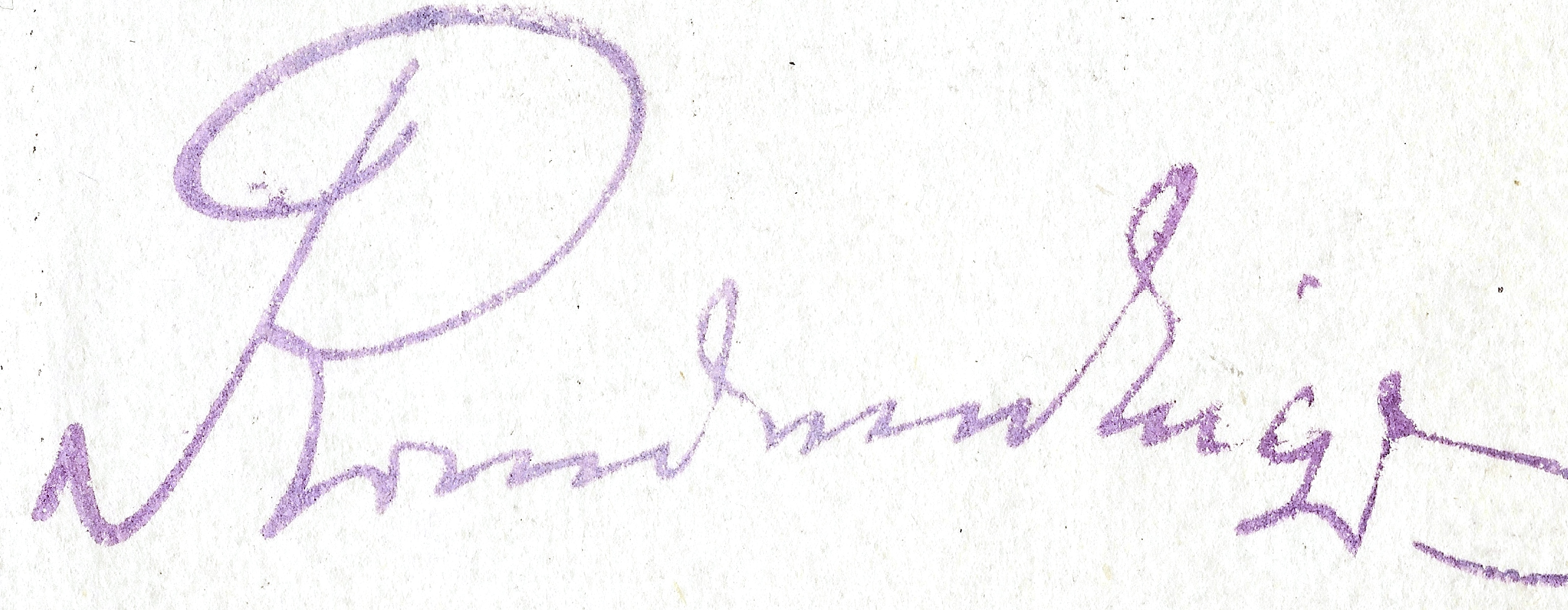
Podpis gen. Tadeusza Rozwadowskiego

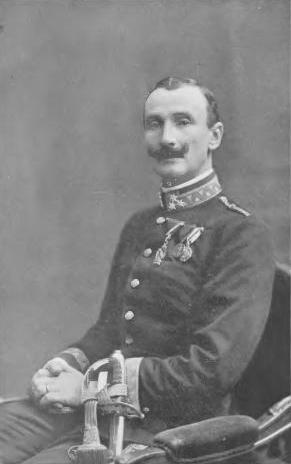
Tadeusz Rozwadowski w mundurze pułkownika (1910)

Tadeusz Samuel Szymon Rozwadowski pochodził z rodziny o długich tradycjach wojskowych. Jego dziad pradziada Maciej Rozwadowski wykazał się męstwem w bitwie pod Wiedniem w 1683, prapradziad Ignacy Rozwadowski był w niewoli w Gdańsku. Pradziad Kazimierz Rozwadowski był brygadierem kościuszkowskim, dziad Wiktor walczył w powstaniu listopadowym i został odznaczony Orderem Virtuti Militari, stryj Tadeusz poległ w powstaniu styczniowym, a ojciec Tomisław walczył jako dowódca jazdy powstańczej w powstaniu styczniowym. W powstaniu styczniowym zginął także brat jego matki Józef Rulikowski. Wczesne dzieciństwo spędził w otoczeniu dworu szlacheckiego w Babinie oraz Honiatynie. Był właścicielem wsi Glinna. Tomisław Rozwadowski był posłem galicyjskiego Sejmu Krajowego i parlamentu wiedeńskiego. Matką Tadeusza Rozwadowskiego była Melania z Rulikowskich, braćmi Samuel (1867-1915, także oficer armii austriackiej, poległy w I wojnie światowej) i Wiktor (1869-1940, również oficer C.K. Armii i Wojska Polskiego, ofiara zbrodni katyńskiej). Jego wujem był Franciszek Rozwadowski, a kuzynem Adam Rozwadowski (także oficer).
Tadeusz Rozwadowski ukończył niższe gimnazjum we Lwowie, po czym rozpoczął naukę wojskową w Szkole Kadetów Kawalerii w Hranicach na Morawach. Następnie w latach 1882–1886 studiował w Wojskowej Akademii Technicznej w Wiedniu, którą ukończył w stopniu podporucznika artylerii jako najlepszy na roku (nominacja 18 sierpnia 1886). Otrzymał przydział do 1 pułku artylerii konnej w Krakowie, następnie do pułku artylerii konnej w Jarosławiu.
Po trzech latach zdał egzamin wstępny do Szkoły Wojennej w Wiedniu w 1891, uchodzącej za najtrudniejszą uczelnię militarną w Austrii, przeznaczoną dla elity korpusu oficerskiego i odbył w niej dwuletnie studia zakończone awansem do stopnia porucznika. W tym czasie poznał dwóch innych polskich wojskowych pobierających naukę w Wiedniu, Franciszka Latinika i Józefa Pomiankowskiego. Po ukończeniu szkoły w 1891 roku Rozwadowskiemu powierzono stanowisko adiutanta sztabu w 3 Brygadzie Kawalerii w Mariborze. Po dwóch latach został przeniesiony do Budapesztu, gdzie przydzielono go do sztabu 31 Dywizji Piechoty, a w maju 1894 otrzymał awans do stopnia kapitana. W tym czasie, prócz służby w jednostce jego zadaniem było kształcenie wojskowe arcyksięcia Władysława. 29 września 1894 we Lwowie ożenił się z Marią hrabianką Komorowską (ur. 1867).
W październiku 1896 roku Rozwadowskiego mianowano attaché wojskowym przy poselstwie austriackim w Bukareszcie. W tym czasie zdał egzamin na oficera sztabowego w sztabie generalnym i został awansowany do stopnia majora. Znał pięć języków – polski, francuski, niemiecki, czeski i rosyjski, a z czasem także rumuński. Pierwszym sukcesem było wynegocjowanie przez niego korzystnej dla Austro-Węgier umowy celnej. Rozwinął także współpracę austriacko-rumuńską na polu wojskowym, co wiązało się z modernizacją zacofanej armii rumuńskiej i miało sprzyjać zacieśnieniu sojuszu polityczno-wojskowego z Rumunią. Działalnością na tym polu Rozwadowski zjednał sobie sympatię i uznanie króla rumuńskiego Karola, a także rumuńskiego następcy tronu księcia Ferdynanda . W tym czasie mjr Rozwadowski został wysłany jako obserwator do Grecji, gdzie wybuchła wojna grecko-turecka. Był świadkiem druzgocącej klęski armii greckiej (licznej i dobrze uzbrojonej) w bitwie pod Larissą. Bitwa ta w istotny sposób wpłynęła na jego poglądy dotyczące prowadzenia wojen.
W Rumunii przyszły na świat jego dzieci. W 1898 roku urodziła się córka Melania, rok później syn Józef, a w 1906 roku najmłodszy Kazimierz.
W 1905 został awansowany do stopnia podpułkownika (szef sztabu generalnego Austrii hr. Beck w przyznanym dyplomie określił go wówczas jako „pierwszy pośród wszystkich”). Tadeusz Rozwadowski opuścił w 1907 Bukareszt. Powrócił do Galicji do Stanisławowa, gdzie otrzymał przydział do c. i k. 31 Pułku Artylerii Polowej, a 1 maja został dowódcą (komendantem) tej jednostki, wchodzącej w skład XI Brygady Artylerii (funkcję pełnił przez cztery lata). W maju 1908 otrzymał awans na pułkownika. Do wybuchu wojny poświęcał się pracy wojskowej i społecznej (m.in. dzięki jego staraniom została nadana koncesja na eksploatację soli potasowych w Kałuszu i Stebniku). W 1913, jako jedyny z wyższych polskich oficerów służących w armii austriackiej nawiązał współpracę z ruchem strzeleckim, dla którego okazał się bardzo cenną osobą, ponieważ dzięki swoim znajomościom ratował go z różnych opresji. W kwietniu 1913 został mianowany dowódcą I Brygady Artylerii Konnej, a w maju generałem majorem.

### Konstruktor i wynalazca
Jako znawca konstrukcji artyleryjskich płk Rozwadowski dokonał kilku wynalazków. Sporządził bardzo prosty, ale niezwykle skuteczny przyrząd celowniczy . Znacznie ważniejszym wynalazkiem był nowy rodzaj pocisku artyleryjskiego, tzw. granato-szrapnel. Pocisk ten działał podwójnie, eksplodował raz w powietrzu jako szrapnel, zasypując cel kulkami i drugi raz, kiedy eksplodowała głowa (granat) pocisku po zetknięciu z celem. Granato-szrapnel, dzięki swojemu działaniu, wskazywał obserwatorom dwa punkty końca swego toru (tj. chmurkę szrapnelową i miejsce wybuchu głowy), ułatwiając tym samym szybsze wstrzeliwanie się w obiekty ukryte za przeszkodą (np. za wzgórzem). Ta zaleta spowodowała, że pocisk Rozwadowskiego znalazł zastosowanie w I wojnie światowej. Używała go artyleria austriacka i niemiecka, zwłaszcza do niszczenia sprzętu artyleryjskiego przeciwnika. Jednak wstrzeliwanie się granato-szrapnelem wymagało doświadczonych dowódców baterii. Pocisk miał bowiem tę wadę, że przy większych wysokościach rozprysku głowa granato-szrapnela nie zawsze wybuchała, czasami koziołkowała w powietrzu i zapalnik nie zderzał się z ziemią. Prace nad pociskami artyleryjskimi Rozwadowski prowadził do końca swojego życia. Współczesnym odpowiednikiem tych projektów są pociski artyleryjskie o działaniu odłamkowo-burzącym.

### I wojna światowa

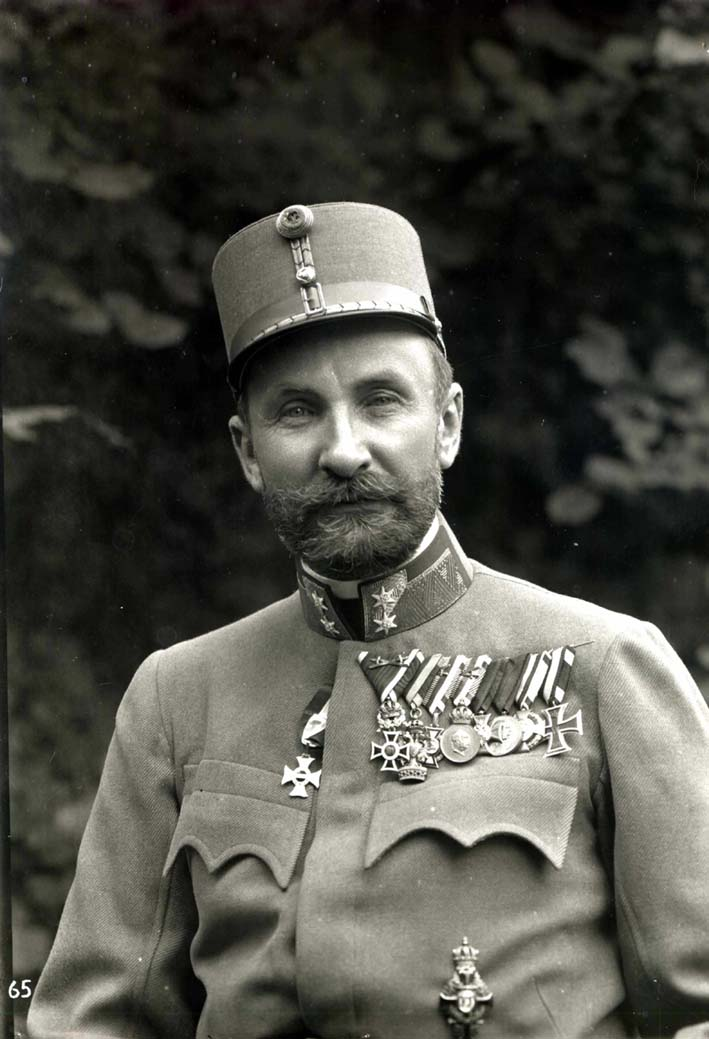
Feldmarschalleutnant armii Austro-Węgier Tadeusz Rozwadowski w 1918

9 sierpnia 1914 roku już jako generał objął stanowisko komendanta XII Brygady Artylerii w 12 „Krakowskiej” Dywizji Piechoty. Rozwadowski odegrał jedną z kluczowych ról w bitwie pod Gorlicami w maju 1915 roku. Za główne źródło sukcesu 12 DP w pierwszym dniu bitwy należy bezsprzecznie uznać współdziałanie artylerii z piechotą. Zrobiony przez artylerię 12 DP wyłom w linii obronnej wroga zaczął się rozszerzać, co umożliwiło zdobycie Gorlic. Rozwadowski zastosował nowy sposób użycia artylerii i bez wątpienia należy do twórców i prekursorów tzw. ruchomej zasłony ogniowej, polegającej na tym, że ogień artyleryjski postępował tuż przed atakującą piechotą. Metoda ta bardzo szybko weszła na trwałe do niemieckiego regulaminu walki jako tzw. Feuerwalze, a do francuskiego jako barrage roulant i zastąpiła stosowane wcześniej wielogodzinne ostrzeliwanie pozycji wroga, po których następował pochłaniający liczne ofiary szturm wojsk. 17 maja pod Jarosławiem Rozwadowski samym ogniem artylerii powstrzymał kontrnatarcie Rosjan. Wprawiło to w zachwyt cesarza niemieckiego Wilhelma II i miało przynieść Rozwadowskiemu Krzyż Żelazny I Klasy , ostatecznie jednak nie otrzymał tego odznaczenia. W następnej ofensywie uczestniczył już jako dowódca 43 DP. Za wybitne czyny wojenne w bitwie pod Borowem 5 września 1914 roku Rozwadowski otrzymał najwyższe odznaczenie austro-węgierskie, order Marii Teresy. W drugiej połowie 1915 roku coraz częściej zaczął popadać w konflikty z Naczelnym Dowództwem, krytykował sposób traktowania ludności polskiej i ukraińskiej (rusińskiej) i egzekucje wykonywane bez należytego rozpatrzenia sprawy. Szerzej kwestie te opisał w swych wspomnieniach. 1 lutego 1916 roku Rozwadowski został przeniesiony na emeryturę. Oficjalnym powodem odejścia był zły stan zdrowia. W aktach personalnych gen. Rozwadowskiego znajduje się zaś zapis „1 II 1916-go spensjonowany za obronę ludności i całej dzielnicy galicyjskiej”. W armii austriackiej dosłużył się stopnia Feldmarschalleutnanta (odpowiednik polskiego generała dywizji).
Jako były oficer zwolniony z obozu jeńców reskryptem Rady Regencyjnej z 25 października 1918 roku został przydzielony do podległego jej Wojska Polskiego.

### Organizator Wojska Polskiego i obrońca Lwowa

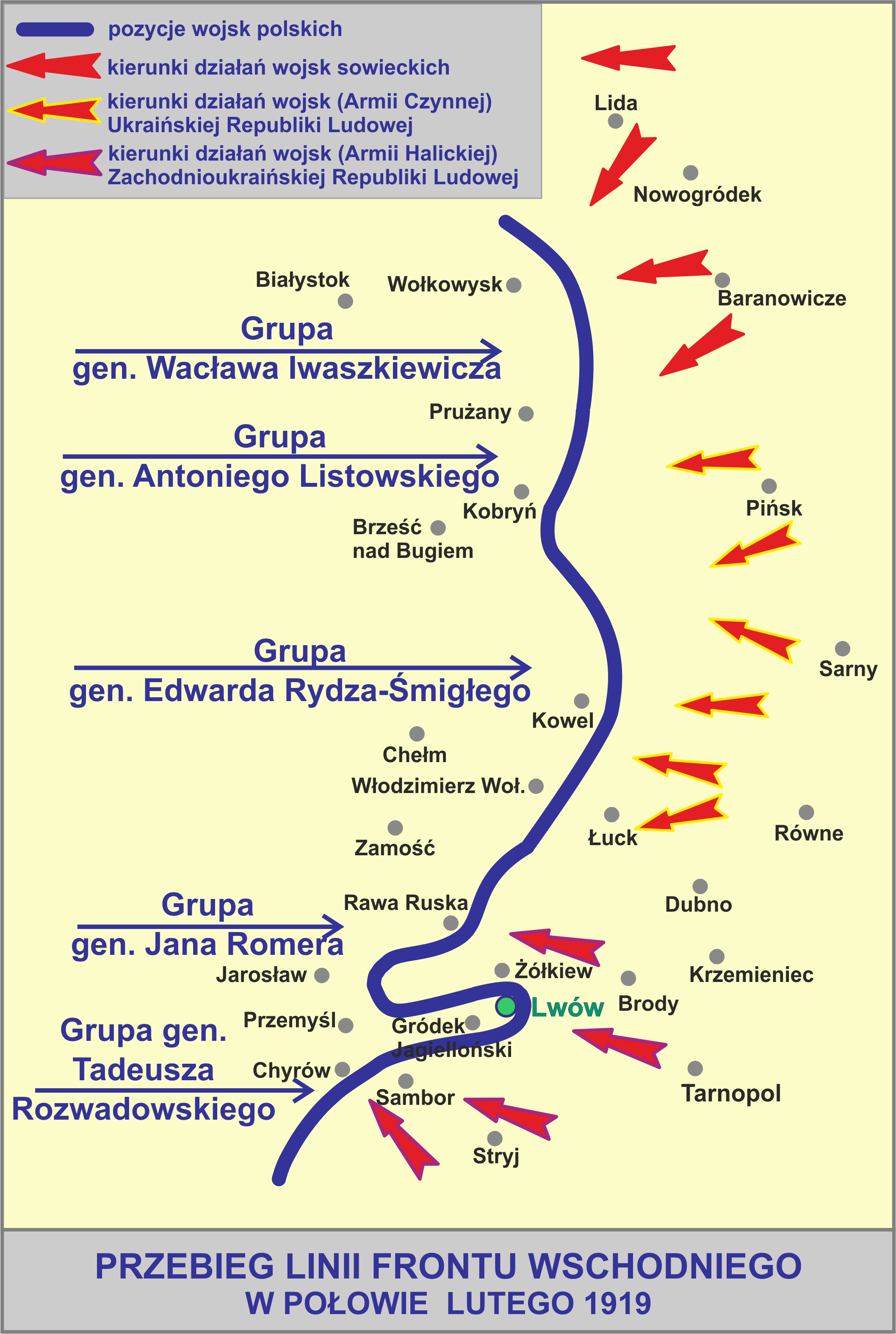
Przebieg linii frontu w lutym 1919

Jeszcze w 1916 roku nawiązał współpracę z Tymczasową Radą Stanu, a następnie z będącą jej kontynuatorką Radą Regencyjną. Głównym powodem była próba utworzenia armii polskiej. Jednak idea ta mogła zostać zrealizowana dopiero 25 października 1918 roku, gdy Rada Regencyjna powołała urząd szefa Sztabu Generalnego Wojska Polskiego. Stanowisko to objął oficjalnie 28 października gen. Rozwadowski. Rozpoczął organizowanie centralnych instytucji wojskowych oraz nowych oddziałów Wojska Polskiego. W konsekwencji tych działań jeszcze za rządów Rozwadowskiego powstał zalążek polskiej marynarki wojennej, po przejęciu od Niemców w dniach 8–10 listopada 1918 r. Flotylli Wiślanej 30 października z rozkazu szefa sztabu i w porozumieniu z Ministerstwem Aprowizacji powstał też pierwszy oddział Straży Gospodarczo-Wojskowej, formacji, której zadaniem było strzec granic Polski i będący swoistym pierwowzorem Korpusu Ochrony Pogranicza. 4 listopada 1918 r. z rozkazu gen. dyw. Tadeusza Jordana Rozwadowskiego, polskie wojsko przejęło z rąk zaborców klasztor na Jasnej Górze. 4 listopada generał wydał rozkaz o utworzeniu dywizji jazdy, co dało początek kawalerii Wojska Polskiego. 31 października gen. Rozwadowski przedstawił „schemat organizacji polskich władz wojskowych”. Według tego projektu Rada Regencyjna pełniła funkcję naczelnego dowództwa nad wojskiem, a podlegały jej: minister spraw wojskowych, szef sztabu i sądownictwo wojskowe. Szef sztabu był równoważny ministrowi. Plany te nie znalazły praktycznego zastosowania, gdyż Rada Regencyjna rozwiązała się kilka dni później, przekazując pełnię władzy Józefowi Piłsudskiemu. Piłsudski pokładał duże nadzieje w organizacji wojska polskiego w generale Kazimierzu Sosnkowskim, którego uczynił dowódcą Okręgu Generalnego Warszawskiego. „Tymczasowa ustawa o powszechnym obowiązku służby wojskowej”, pomimo tymczasowości w nazwie, przetrwała do 1924 roku. Propozycje „schematu organizacji polskich władz wojskowych” Rozwadowskiego zostały zastąpione Dekretem Naczelnika Państwa z 7 stycznia 1921 roku, który wyraźnie określał podział czynności między Sztabem Głównym a Ministerstwem Spraw Wojskowych. Powoływał on też Radę Wojenną dwustopniową: pełna i ścisłą. W skład Rady ścisłej zgodnie z tym dekretem Piłsudskiego nie wchodził już szef Sztabu Głównego. 15 listopada Rozwadowski ustąpił ze stanowiska szefa sztabu generalnego. Powodem dymisji był spór z Piłsudskim o sposób tworzenia polskiej armii. Dotychczasowy szef sztabu był za przymusowym poborem, zaś Piłsudski za ochotniczym. W opinii znawcy przedmiotu, historyka gen. Mariana Kukiela, gen. Rozwadowski był mimo to (obok gen. gen. Szeptyckiego, Hallera, Sosnkowskiego i Wroczyńskiego) jednym z głównych pomocników Naczelnika Państwa w formowaniu i organizacji wojska polskiego w pierwszych latach odzyskania niepodległości.
Po zdaniu stanowiska przyglądał się pomocy dla walczącego z Ukraińcami Lwowa. W końcu zwrócił się o objęcie dowództwa nad wojskami polskimi w Małopolsce Wschodniej. 17 listopada Piłsudski mianował go Naczelnym Dowódcą Wojsk Polskich w Galicji Wschodniej (Armii „Wschód”). W nocy z 21 na 22 listopada Lwów został wyzwolony przez wojska ppłk Michała Tokarzewskiego-Karaszewicza. Rozwadowski przybył do oblężonego miasta w nocy z 24 na 25 listopada i objął dowództwo. Od razu stwierdził, że polskie siły są zbyt słabe i zaczął domagać się posiłków. Niestety jego prośby nie spotykały się z odzewem Warszawy. Ponadto generał od początku był atakowany przez utworzony 22 listopada we Lwowie Tymczasowy Komitet Rządzący, w którego skład wchodzili w większości narodowi demokraci . Nie dopuszczał do pogromów, jakich próbowano dokonywać na Żydach. Generał znajdował się w niezwykle trudnej sytuacji, poza skomplikowanymi zadaniami militarnymi, musiał sobie radzić z atakami na swoją osobę ze wszystkich niemal stron, a mianowicie Naczelnika Państwa Józefa Piłsudskiego, szefa sztabu gen. Stanisława Szeptyckiego oraz członków TKR . Na początku dowódca Armii „Wschód” zaczął przekształcać niezdyscyplinowane i nierówne liczebnie oddziały ochotnicze w jednostki regularnego wojska, równocześnie prowadząc szkolenie. Do połowy grudnia wojna z Ukraińcami miała charakter partyzancki. Bardzo niebezpieczne były oddziały uzbrojonych chłopów ukraińskich, w związku z czym generał Rozwadowski rozkazał „uzbrojonych chłopów rozstrzeliwać”. Pod koniec grudnia 1918 roku Naczelna Komenda Ukraińska zaplanowała decydującą ofensywę. Rozpoczął się zmasowany szturm na Lwów. Wojska ukraińskie dysponowały trzykrotną przewagą liczebną. Atak się nie powiódł, generał utrzymał miasto. Wobec niepowodzenia Ukraińcy rozpoczęli ostrzał artyleryjski Lwowa. TKR próbował negocjować pokój, ale Rozwadowski nie chciał nawet o tym słyszeć. W styczniu 1919 roku Warszawa zdecydowała się wreszcie wysłać znaczne posiłki pod dowództwem gen. Jana Romera. Nie na wiele zdały się te posiłki, gen. Rozwadowski krytycznie oceniał wartość bojową oddziałów, którymi dysponował określając je mianem „dyletanckich” . Na krótki czas sytuacja się poprawiła, ale na przełomie stycznia i lutego Lwów znowu został odcięty i otoczony przez kilkakrotnie liczniejszego wroga. Rozwadowski wobec kończącej się amunicji i braku ludzi apelował o wsparcie, ale nie przyniosło to skutku. Nasiliły się natomiast ataki endeków na generała, który poza kwestią żydowską, bronił także duchownych i ludności prawosławnej, starając się nie dopuszczać do zamieszek na tle religijnym w mieście. Z każdym dniem położenie obrońców się pogarszało. Przed odciętą od wody i światła ludnością stanęło widmo głodu. Komitet Obrony Narodowej Lwowa domagał się odwołania gen. Rozwadowskiego. Naczelne Dowództwo w Warszawie 7 marca w telegramie nakazywało przebić się przez oblężenie i wycofać do Przemyśla. Gen. Rozwadowski odpowiedział „Powziąłem niezłomną decyzję raczej zginąć z załogą niż w myśl rozkazu Naczelnego Dowództwa opuścić Lwów”. Bohaterska obrona osamotnionego Lwowa zaczęła urastać do rangi dużego problemu dla Warszawy. Opinia publiczna domagała się udzielenia natychmiastowej pomocy dla walczącego miasta. 12 marca ruszyła odsiecz pod dowództwem gen. Wacława Iwaszkiewicza-Rudoszańskiego. Po odbiciu linii kolejowej do Przemyśla zastąpił on gen. Rozwadowskiego na stanowisku dowódcy Armii „Wschód”. 19 marca 1919 roku wojska wielkopolskie gen. Franciszka Aleksandrowicza połączyły się z oddziałami płk. Władysława Sikorskiego w Gródku Jagiellońskim. Tam przywitał ich gen. Rozwadowski. Oblężenie Lwowa zostało zlikwidowane. Gen. Iwaszkiewicz wręczył Rozwadowskiemu rozkaz przenoszący go na stanowisko szefa Polskiej Misji Wojskowej w Paryżu. Generał wobec możliwości przeprowadzenia wielkiej ofensywy przeciwko Ukraińcom poczuł się urażony tą decyzją Naczelnego Dowództwa. Opuszczał Lwów owacyjnie żegnany przez mieszkańców miasta i żołnierzy swojej armii.
Generał Tadeusz Rozwadowski ustanowił i nadawał Odznakę Honorową „Orlęta”, a także wyłożył z własnej kieszeni pokaźną sumę 60 000 koron na pomoc wdowom i sierotom po poległych obrońcach Lwowa i kresów południowo-wschodnich. dając początek „Fundacji Rozwadowskiego”, na czele której stali: gen. Juliusz Albinowski, gen. Władysław Sikorski, mjr Kamieński i kpt. Bronisław Gebert.

### Szef Polskiej Misji Wojskowej w Paryżu

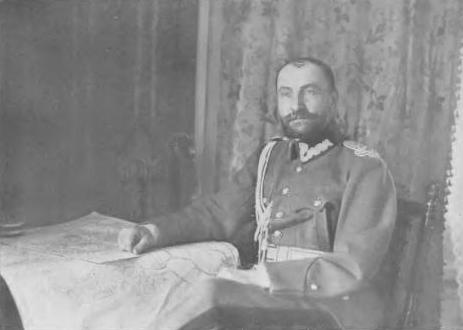
Tadeusz Rozwadowski w Paryżu (15 czerwca 1919)

Przyczyny powierzenia Rozwadowskiemu tego stanowiska nie są do końca jasne. Być może domaganie się zwiększenia pomocy dla Wschodniej Galicji nie było na rękę Naczelnikowi Państwa, który chciał skupić się na działaniach w okolicy Wilna . Wyjazd generała do Francji nastąpił w kwietniu 1919 roku. Rozwadowski nie chciał tego stanowiska. W listach do Piłsudskiego domagał się przeniesienia na front. Jednak Dowództwo było zadowolone z kierowanej przez generała misji i nie miało zamiaru przychylić się do jego prośby. Dużo udało się uzyskać Rozwadowskiemu w sporach o Galicję Wschodnią, przekonując państwa zachodnie do polskiego punktu widzenia. Zabiegał szczególnie gorąco o zbliżenie polsko-rumuńskie. W czerwcu 1919 roku Rzeczpospolita mianowała swego posła w Bukareszcie. Nie było przypadkiem, że został nim były adiutant Rozwadowskiego, Aleksander Skrzyński. W 1920 roku Rozwadowski osobiście odwiedził Rumunię. Podczas tej wizyty skreślono podstawowe punkty przyszłej polsko-rumuńskiej konwencji wojskowej.
Rozwadowski interweniował u marszałka Ferdynanda Focha w czasie zagrożenia ze strony niemieckiej; pozostawał w ścisłych stosunkach z przedstawicielem Focha na konferencji paryskiej gen. Henrym Le Rondem, późniejszym szefem Międzysojuszniczej Komisji Rządzącej i Plebiscytowej na Górnym Śląsku. Szef Polskiej Misji Wojskowej postulował utworzenie u boku armii polskiej Legionu Amerykańskiego. Dla swych planów pozyskał dowódcę Amerykańskich Sił Ekspedycyjnych we Francji gen. Johna Pershinga. Gorącego zwolennika idea ta znalazła w osobie premiera Ignacego Jana Paderewskiego. Okazało się jednak, że największym przeciwnikiem tych planów był Józef Piłsudski. Nie dał się przekonać nawet, gdy szef PMW dowodził, że wyszkolone amerykańskie jednostki wojskowe (lotnicy, czołgiści, korpus medyczny i wojska inżynieryjne) będą olbrzymim wsparciem dla młodej armii polskiej. Pomysł werbunku Amerykanów do Legii nabrał rozgłosu. Masowo zaczęli się zgłaszać ochotnicy. Rozwadowski cały czas starał się wyjednać zgodę polskich władz wojskowych na stworzenie chociaż niewielkiej jednostki. Gdy to zawiodło, zdecydował się postawić dowództwo przed faktem dokonanym. Amerykańskich pilotów wcielono do 7 Eskadry Myśliwskiej, pod dowództwem mjr. Cedrica Faunta-Le-Roya, która przyjęła imię Tadeusza Kościuszki. W kwestii utworzenia tej eskadry Rozwadowski bez wątpienia znajdował się pod wpływem Meriana C. Coopera, znanego generałowi z czasów walk o Lwów .
Wobec zagrożenia Polski przez bolszewicką Rosję, generał starał się uzyskać zdecydowane wsparcie państw zachodnich. Udało mu się pozyskać poparcie Ferdynanda Focha, ale już w styczniu 1920 roku zdał sobie sprawę, że Polska nie ma co liczyć na zbrojną pomoc Francji, czy Wielkiej Brytanii. Na przełomie kwietnia i maja 1920 roku udał się do Bukaresztu, gdzie wynegocjował wstępne założenia przyszłego sojuszu polsko-rumuńskiego. W końcu maja wyjechał do Włoch, gdzie rozmawiał z przedstawicielami Stolicy Apostolskiej i generalicji włoskiej na temat sytuacji na froncie polsko-bolszewickim. Pod koniec czerwca wrócił do kraju, gdzie wziął udział 1 lipca w pierwszym posiedzeniu Rady Obrony Państwa. Z Warszawy udał się do Spa, gdzie jako jedyny z przedstawicieli Polski oficjalnie zaprotestował przeciwko postanowieniom konferencji. Rozmowy w Spa były ostatnią czynnością generała jako szefa PMW. Z Belgii Rozwadowski został wezwany do Warszawy gdzie mianowano go 22 lipca 1920 roku szefem Sztabu Generalnego Wojska Polskiego.
Dzięki jego staraniom utrzymano systematyczne dostawy broni dla walczących wojsk polskich, nawiązano dobre stosunki z Rumunią i utworzono polsko-amerykańską Eskadrę im. Kościuszki.

### Na ratunek Warszawie

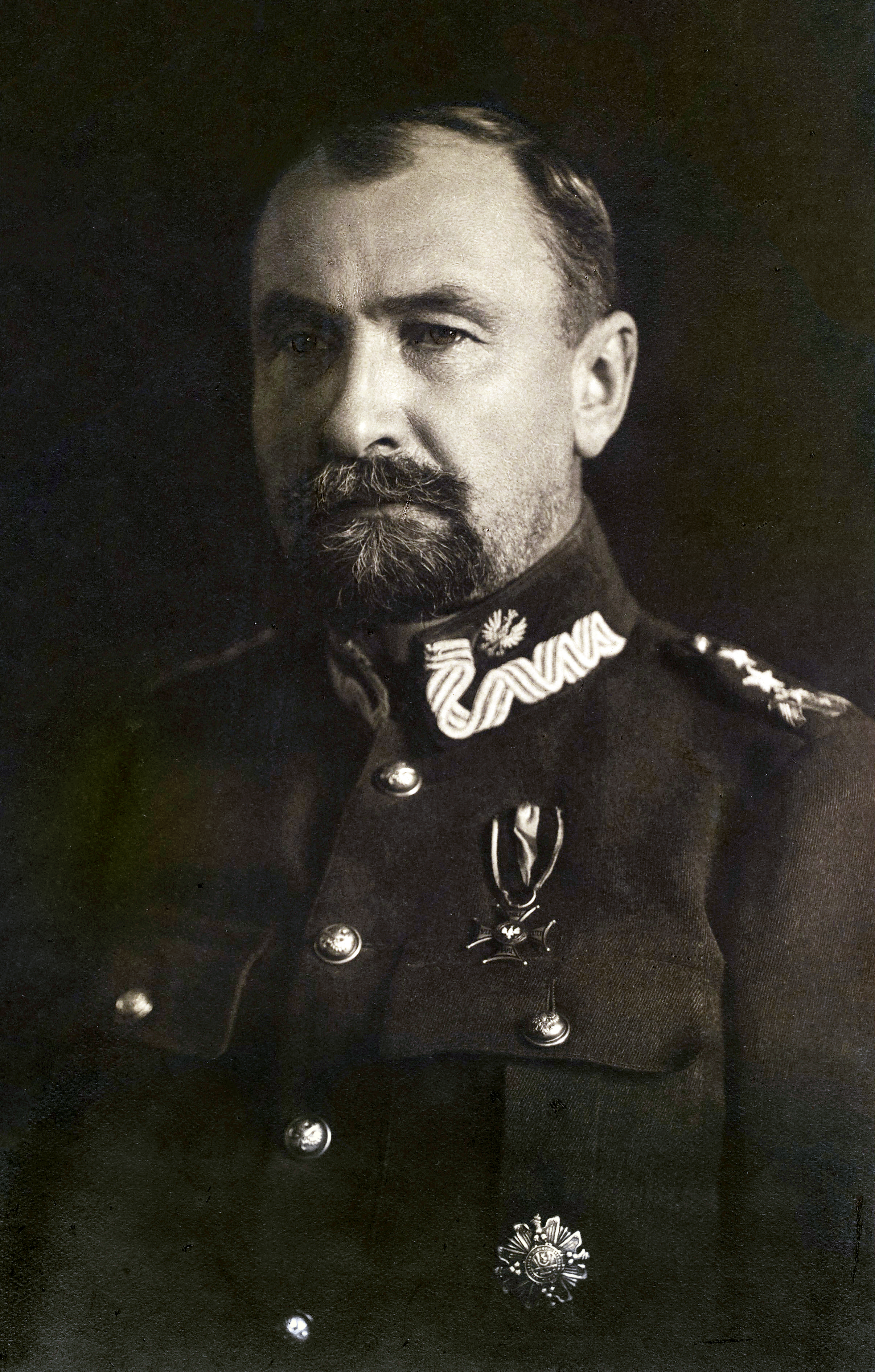
Generał Tadeusz Rozwadowski, 1920

Rozwadowski wrócił do Polski w najtrudniejszym momencie wojny z bolszewikami. Polacy znajdowali się w odwrocie, a w dowództwie szerzyły się defetystyczne nastroje. Zdaniem części badaczy, powierzenie Rozwadowskiemu 22 lipca 1920 roku stanowiska szefa Sztabu Generalnego należy uważać za jeden z punktów zwrotnych w wojnie z bolszewikami. Wskazuje na to przede wszystkim przegrupowanie znajdujących się w bezładnym odwrocie wojsk polskich, które umożliwiło przygotowanie kontrofensywy. Szczegóły tej operacji regulowały rozkazy z 7 VIII 1920 r., podpisane przez gen. Rozwadowskiego oraz wspólnie przez gen. Rozwadowskiego i gen. Sosnkowskiego . Generał natychmiast przystąpił do pracy. Od początku wykazywał także daleko idącą lojalność wobec Naczelnego Wodza i stanowczo bronił marszałka Piłsudskiego, atakowanego przez przeciwników politycznych. Nowy szef Sztabu Generalnego przyczynił się do zmian personalnych. Dowódcą Frontu Północnego został gen. Józef Haller, a Ministrem Spraw Wojskowych świetny organizator gen. Kazimierz Sosnkowski – zaufany Piłsudskiego. Odmienne stanowisko zajął przysłany do Polski 25 lipca gen. Maxime Weygand zwolennik wojny pozycyjnej. Pomimo początkowych spięć ich współpraca ułożyła się dobrze, choć posądzenia o wzajemną niechęć obu generałów wysuwane przez Piłsudskiego są dobrze udokumentowane w materiałach źródłowych. Rozwadowski poszedł na rękę Weygandowi i wzorem sztabu francuskiego wszystkie przemyślenia przekazywali sobie na piśmie.
Rozwadowski wniósł optymizm i wiarę w zwycięstwo, które udzieliło się innym dowódcom. Pierwszym celem podjętym przez generała było uporządkowanie bezwładu i przeprowadzenie kontrnatarcia. Plan był tożsamy z wcześniejszymi założeniami Piłsudskiego i St. Hallera i zakładał przeciwnatarcie na przedpolu Bugu i Narwi – po uprzednim pobiciu Konarmii Budionnego w okolicach Brodów, z wyjściem rezerw (ściągniętych z południa) zgromadzonych w Brześciu na skrzydło i tyły armii sowieckiej. Walki z bliska obserwował Naczelny Wódz. Bitwa nad Bugiem zaczęła się korzystnie dla Polaków, jednak po upadku Brześcia Piłsudski przerwał walki i powrócił do Warszawy, w samotności przygotowując koncepcję zwrotu zaczepnego odwracającego losy wojny.
Jednocześnie generał Rozwadowski przygotowywał plan polegający na oderwaniu oddziałów od nieprzyjaciela i przegrupowaniu ich na linii Wisły. Równocześnie miano wyklinować odpowiednie rezerwy niezbędne do kontruderzenia. W nocy z 5 na 6 sierpnia Rozwadowski przedstawił Naczelnemu Wodzowi dwa warianty miejsc koncentracji, skąd miało wyjść kontrnatarcie. Pierwszy, ostrożniejszy, popierany przez gen. Weyganda zakładał uderzenie z okolic Karczewa w kierunku na Mińsk Mazowiecki. Drugi, popierany przez szefa sztabu, przewidywał ograniczoną akcję manewrową, wychodzącą z okolic Garwolina, z równoczesnym uderzeniem wojsk wzmocnionego Frontu Północnego. Piłsudski zaakceptował drugie rozwiązanie, zmieniając dyslokacje wojsk na rejon dolnego i górnego Wieprza (Dęblin-Lubartów), z tym, że zrezygnował z ofensywy na północy i zwiększył siły grupy uderzeniowej o jednostki wycofane z frontu południowego.
Podjęte decyzje znalazły swój wyraz w podpisanym przez Rozwadowskiego rozkazie do przegrupowania nr 8358/III. Przegrupowanie wojsk wchodzących w skład 3 Armii do bitwy warszawskiej było zadaniem niebywale trudnym, Piłsudski stwierdził nawet, że „przerastało ludzkie siły”, a zostało ono wykonane perfekcyjnie, co nie powinno dziwić, bowiem najtrudniejsze zadanie zostało wykonane przez jednostki elitarne (1 i 3 Dyw. Piechoty Legionów).

### Rozkaz operacyjny specjalny nr 10 000
Gen. Rozwadowski cały czas był zaniepokojony sytuacją na północy. Jego zdaniem 5 Armia Sikorskiego była zbyt słaba, a dodatkowo obawiał się, że polskie plany zostały przechwycone przez bolszewików. W takiej sytuacji Rozwadowski popierany przez oficerów Francuskiej Misji Wojskowej (Weyganda, Henrysa i Billota), w nocy z 8 na 9 sierpnia 1920 r., wydał rozkaz operacyjny specjalny oznaczony fikcyjnym numerem 10 000, dotyczący wykonania planu bitwy warszawskiej. Zakładał on wzmocnienie armii Sikorskiego, której poza obroną wyznaczono w następnej fazie zadania ofensywne, co było pewnym nawiązaniem do pierwotnej koncepcji Rozwadowskiego. 5 Armia po wypełnieniu zadań defensywnych miała uderzyć na północne skrzydło wroga, częściowo obejść go z północy i zepchnąć na południe. Plan ten przewidywał zatem podwójne uderzenie na bolszewików z północy, znad Wkry i z południa, znad Wieprza. Miał to być klasyczny manewr kanneński i chociaż nie wszystkie zadania w nim zawarte udało się zrealizować (zadania dla 5 armii w okresie 6–14 sierpnia były zmieniane siedmiokrotnie), to idea wzmocnienia 5 Armii i podwójnego dwuskrzydłowego uderzenia miała kolosalne znaczenie (tak pozytywne, jak i negatywne) dla przebiegu bitwy. Rozkaz operacyjny specjalny nr 10 000, nie był powtórzeniem rozkazu 8358/III, ale jego wariantową modyfikacją, uzależnioną od zachowania nieprzyjaciela.

### Wygrana wojna
10 sierpnia 1920 r. marszałek naciskany przez zachodnich przywódców obradujących na konferencji w Hythe, zaproponował Weygandowi objęcie funkcji szefa Sztabu Generalnego. Francuski generał stwierdził, że plany są gotowe i nie można zmieniać szefa sztabu w przeddzień bitwy. Powodem odmowy była też obawa, że w razie klęski Polacy będą próbowali zrzucić winę na Francję. 12 sierpnia Rozwadowski odbył naradę z Piłsudskim i Weygandem. Naczelny Wódz postanowił udać się do Puław, by objąć dowództwo nad grupą uderzeniową, ponadto ostro skrytykował Rozwadowskiego za dokonany przez niego rozdział wojsk i wzmocnienie armii Sikorskiego kosztem 4 Armii zgrupowanej nad Wieprzem.
Bitwa rozpoczęła się 13 sierpnia. Główne uderzenie Sowietów poszło na Front Północny. Michaił Tuchaczewski próbował powtórzyć manewr paskiewiczowski i obejść lewe skrzydło Polaków. W najtrudniejszej sytuacji znalazła się 5 Armia Sikorskiego atakowana przez 3 armie nieprzyjaciela. Przez cały czas nieobecności Piłsudskiego w Warszawie Rozwadowski wszystkie posunięcia lojalnie z nim konsultował. Potwierdza to przypuszczenie, że Witos nie poinformował generała o dymisji marszałka. Wymiana korespondencji z 15 sierpnia przytaczana jest przez większość historyków jako dowód, że Rozwadowski realizował tylko plany Piłsudskiego. Stanowi ona niewątpliwie dowód lojalności generała.
15 sierpnia 1920 r. armie polskie pod Warszawą i nad Wkrą, rozbiły trzy z czterech armii wroga. Zdaniem Tuchaczewskiego decydującą rolę odegrała 5 armia Sikorskiego, która nie dość, że wytrzymała napór 3 armii bolszewickich, jedną z nich (4. Armia) pozbawiając łączności, to jeszcze zdołała przejść do planowanego kontrataku. Rozwadowski koordynował działania logistyczne oraz obronę Warszawy, podczas gdy Piłsudski objął osobiste dowództwo nad grupą manewrową. Rozpoczęły się walki pościgowe.
Operacja warszawska okazała się wielkim sukcesem. Tuż po jej zakończeniu rozgorzały spory polityczne o autorstwo bitwy warszawskiej. Endecy autorstwo planu przypisywali gen. Weygandowi (który wyraźnie temu zaprzeczył), zaś Piłsudskiego oskarżali o dezercję i nieobecność w trakcie bitwy. Szereg dokumentów, podobnie jak zeznania świadków wskazują jasno, że marszałek w bitwie uczestniczył, kwestia autorstwa planu wydaje się nie do rozstrzygnięcia. Niewątpliwie dowództwo nad całością operacji było w rękach Piłsudskiego. Potwierdza to korespondencja Rozwadowskiego z Piłsudskim w trakcie bitwy, w której generał przedstawiał sprawozdania z wykonywania dyrektyw Naczelnego Wodza. Dodatkowo generał listy te kończył zapewnieniami o lojalności „oddanego najposłuszniej Generała Rozwadowskiego”.
Wojna 1920 roku zakończyła się zwycięstwem Polaków. Radość z wygranej zakłóciła Rozwadowskiemu wiadomość o śmierci jego ojca, z którym był bardzo zżyty.

### Generalny Inspektor Jazdy

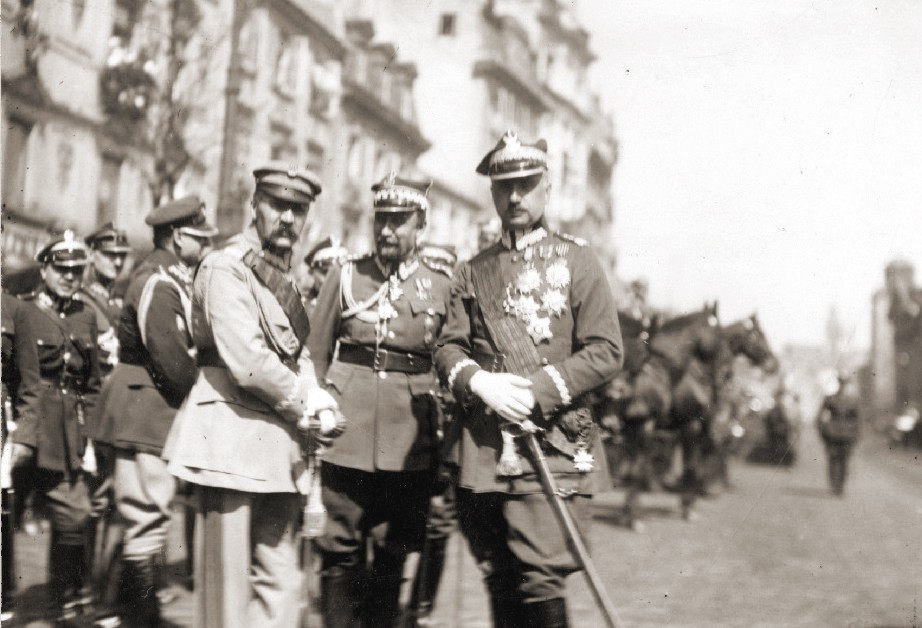
Józef Piłsudski, Tadeusz Rozwadowski, Kazimierz Sosnkowski 1923

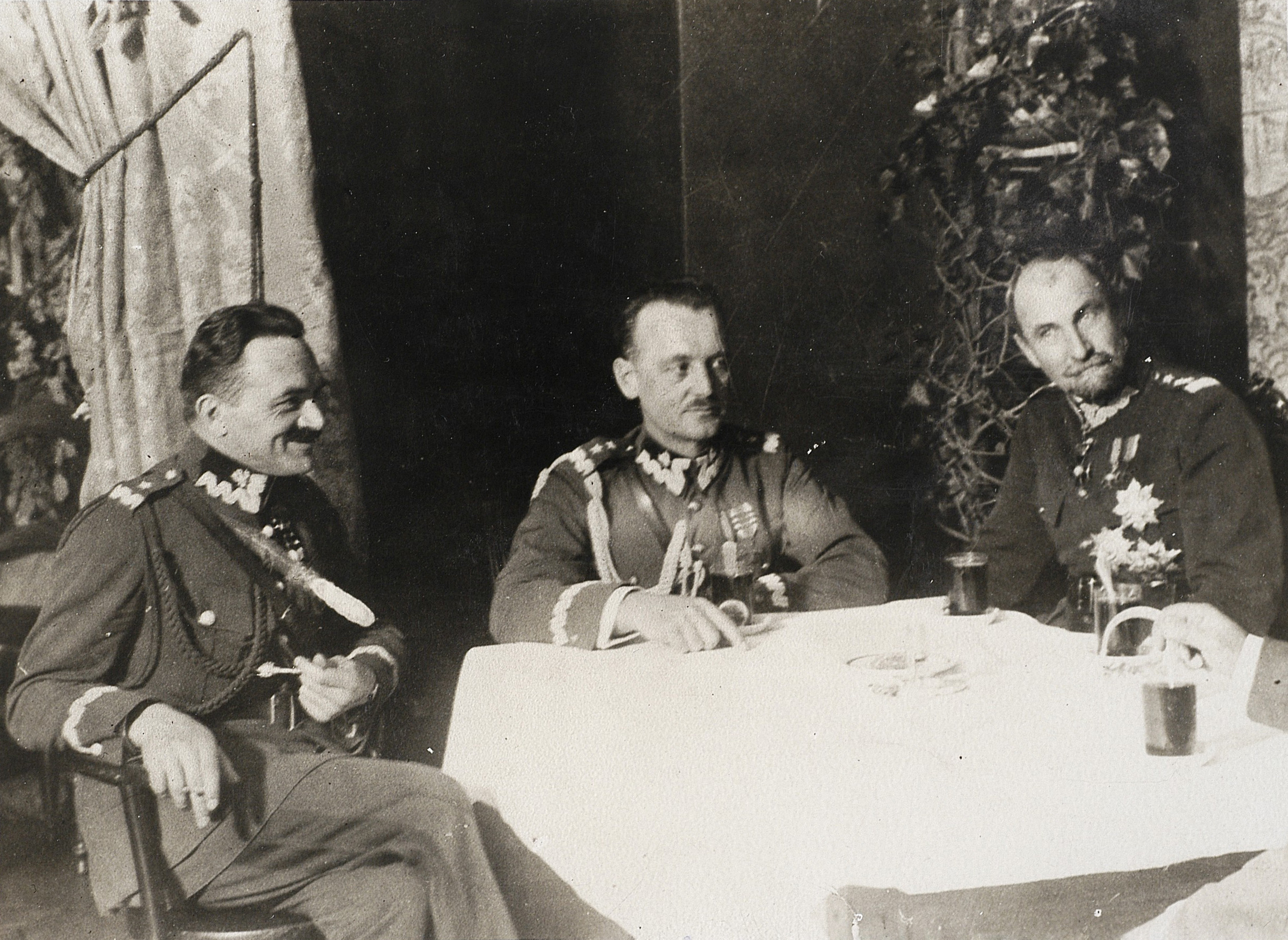
Generałowie Włodzimierz Zagórski, Władysław Sikorski i Tadeusz Rozwadowski, 1925

W kwietniu 1921 roku Rozwadowskiemu jako Inspektorowi Armii nr 2 powierzono naczelną inspekcję jazdy. Gdy w końcu 1921 roku uformował się Generalny Inspektorat Jazdy, generał stanął na jego czele. Szczególną wagę przywiązywał do rozwoju szkół kawaleryjskich, działających w ramach utworzonej 15 sierpnia 1920 roku Centralnej Szkoły Jazdy w Grudziądzu. Tę placówkę otoczył szczególną opieką, czuwając nad szkoleniem kadry kawaleryjskiej. 24 listopada 1922 został powołany do składu Kapituły Orderu Wojennego Orderu Virtuti Militari. W kwietniu 1924 roku Rozwadowski we współpracy ze Sztabem Generalnym zreorganizował polską jazdę. Wprowadzono zmianę nazwy tej broni na kawaleria. Reforma miała prowadzić do tworzenia wojsk szybkich o znaczeniu operacyjnym.
Gen. Rozwadowski postulował potrzebę stworzenia dziesięciu czteropułkowych brygad wzmocnionych batalionami strzelców zmotoryzowanych, samochodami i pociągami pancernymi oraz lotnictwem. Generał przedstawił plan utworzenia dziesięciu pułków pancernych, dowodząc, że budżet jest w stanie podołać kosztom przeznaczonym na ich tworzenie. Plany te odrzucono, a tworzenie jednostek pancernych rozpoczęto dopiero w 1937 roku.
W 1925 roku Rozwadowski dowodził manewrami na Wołyniu. Zaproszeni z zagranicy goście byli pod wrażeniem organizacji i postawy Wojska Polskiego. Ćwiczenia odbiły się echem w Europie. Rozwadowski w tym czasie miał duży wpływ na ukształtowanie tej miary dowódców jak Władysław Sikorski, Stanisław Sosabowski, Franciszek Kleeberg i Tadeusz Kutrzeba, będąc ich mentorem, czuwał nad rozwojem ich karier wojskowych .
W międzyczasie Rozwadowski był w konflikcie z obozem piłsudczykowskim. Jako przeciwnik upolitycznienia armii, był ostro zwalczany przez marszałka. Generała niepokoiły podziały w wojsku i rozkład moralny, które doprowadziły w rezultacie do wydarzeń z maja 1926 roku.

### Zamach majowy
12 maja 1926 roku marszałek Piłsudski rozpoczął zamach stanu, tzw. przewrót majowy. O godz. 14:45 Rozwadowski spotkał się z ministrem spraw wojskowych, gen. Juliuszem Malczewskim. Po rozmowie zgodził się objąć stanowisko dowódcy obrony Warszawy. Obrońcy rządu znajdowali się w niezwykle trudnej sytuacji, nie wiedzieli bowiem, w przeciwieństwie do zamachowców, na kogo można liczyć. Rozwadowski odbył naradę z gen. Malczewskim, płk. Władysławem Andersem oraz nowo powołanym szefem Sztabu Generalnego gen. Stanisławem Hallerem i podjął decyzję o przeniesieniu dowództwa do Belwederu. Była to niezbyt fortunna decyzja, bo pozbawiała łączności z krajem. Utrzymywano ją jedynie drogą powietrzną. Obrońcy dysponowali siłą około 1700 ludzi. Wojska buntownicze dowodzone przez gen. Gustawa Orlicz-Dreszera, miały znaczną przewagę, liczyły bowiem ok. 4300 żołnierzy.
Rozwadowski wydał rozkaz bezwzględnego rozprawienia się z zamachowcami, nawet nie oszczędzając ich życia. Dla generała Piłsudski był zwykłym buntownikiem. Drugiego dnia walk Rozwadowski zaplanował większą akcję. Ważną rolę miały odgrywać oddziały z Cytadeli płk. Izydora Modelskiego. Akcja obrońców nie powiodła się, ponieważ wojska z Cytadeli przeszły na stronę marszałka i uwięziły Modelskiego. Zamachowcy uzyskali przewagę, rozpoczęli również ostrzał artyleryjski Belwederu, lekko ranny został m.in. płk Anders. W odpowiedzi Rozwadowski wydał rozkaz dowódcy lotnictwa, gen. Włodzimierzowi Zagórskiemu, użycia bomb przeciwko oddziałom buntowniczym zmierzającym do Warszawy w celu ich rozproszenia. Zbombardowano wybrane cele w mieście m.in. Plac Saski, co było demonstracją siły, jednak po zakończeniu walk stało się to podstawą aktu oskarżenia wobec generała. Pomoc dla obrońców legalnej władzy nie nadchodziła, ponieważ strajk na kolei opóźnił przybycie wiernych rządowi pułków wielkopolskich i pomorskich. Sytuacja stała się dramatyczna. Rząd i dowództwo wycofało się do Wilanowa.
Do Rozwadowskiego dochodziły informacje o nadchodzących na pomoc oddziałach. Starał się przekonać prezydenta Stanisława Wojciechowskiego o konieczności przeprowadzenia w oparciu o nie kontrofensywy. Prezydent jednak 15 maja zdecydował się podać do dymisji i rozkazał zaprzestania walk. Decyzja prezydenta Wojciechowskiego zapobiegła dalszemu przelewowi krwi i ewentualnej wojnie domowej, gdyż wielu dowódców wojskowych wyraźnie stanęło po stronie legendarnego Komendanta. Zebrani dowódcy z Rozwadowskim na czele natychmiast przyjęli rozkaz, tylko płk Anders nie chciał się podporządkować. Rozwadowski zdał dowództwo gen. Kędzierskiemu i wraz z kilkoma innymi oficerami został internowany. Walki dobiegły końca.

### Aresztowania po zamachu
Co prawda wojska gen. Rozwadowskiego zostały wyparte z Warszawy, ale nie rozbite i stanowiły nadal znaczną siłę. W takich okolicznościach Rozwadowski i Stanisław Haller liczyli na honorowe zakończenie konfliktu. Ponadto 22 maja 1926 r. Piłsudski wydał rozkaz do wojska, w którym przyznał racje obu walczącym stronom, zapowiadając niewyciąganie konsekwencji wobec pokonanych oraz zgodę i pojednanie. Jednak najbliższe dni zweryfikowały obietnice marszałka. Niebawem część internowanych oficerów zwolniono. Natomiast generałów: Rozwadowskiego, Zagórskiego, Malczewskiego i Jaźwińskiego oskarżono o przestępstwa natury kryminalnej w związku z wydaniem przez nich rozkazu bombardowania Warszawy w trakcie przewrotu majowego i odstawiono do Wojskowego Więzienia Śledczego nr I przy ul. Dzikiej 19 w Warszawie. Stamtąd 26 maja przetransportowano ich do WWŚ nr III na Antokolu w Wilnie.
Więzienne warunki egzystencji gen. Rozwadowskiego i jego towarzyszy były ciężkie, cele były w złym stanie, nie były ogrzewane, zaś ambulatorium – zamknięte. Po interwencji jednego z zastępców komendanta, dawnego podwładnego generała z czasów obrony Lwowa, wyremontowano cele dla generałów.
W prasie piłsudczycy krytykowali generała. W broszurze „Zbrodniarze” dezawuowano wieloletnią pracę generała nad organizacją, wyszkoleniem i modernizacją polskiej kawalerii. Przez wiele miesięcy władze zwlekały z przedstawieniem Rozwadowskiemu, jak również Zagórskiemu aktu oskarżenia. Jednak generał nie wrócił na wolność. Z polecenia prokuratora wojskowego, za którym stał Piłsudski , był nadal przetrzymywany z powodów „interesów wojska pierwszorzędnej wagi”.
Z dniem 30 kwietnia 1927 roku przeniesiony został w stan spoczynku. W tym samym terminie zwolnionych z czynnej służby zostało 8 generałów dywizji i jeden wiceadmirał (Kazimierz Porębski) oraz 19 generałów brygady i jeden kontradmirał (Jerzy Zwierkowski).
W społeczeństwie nasiliła się akcja petycyjna w obronie uwięzionych generałów. W kwietniu 1927 roku sympatyk Piłsudskiego, rektor Uniwersytetu Wileńskiego prof. Marian Zdziechowski napisał w obronie generałów broszurę „Sprawa sumienia polskiego”. 18 maja 1927 roku Rozwadowskiego dość nieoczekiwanie zwolniono, dokonując przy tym licznych uchybień prawnych . Pod koniec roku 1927 przebywający we lwowskim szpitalu wojskowym gen. Rozwadowski został zbadany przez lekarzy ekspertów, którzy orzekli, że jego stan jest poważny i że musi on pozostać hospitalizowany przez kolejne dwa miesiące, wobec czego niemożliwe było wyznaczenie terminu rozprawy.

### Ostatnie miesiące

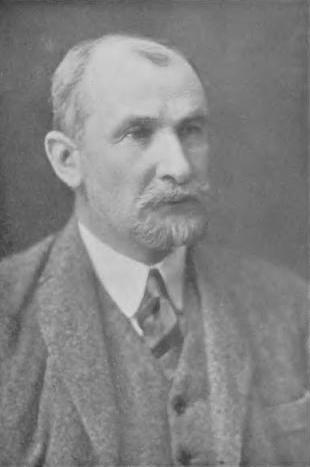
Tadeusz Rozwadowski (czerwiec 1927)

Więzienie spowodowało, że generał wyraźnie podupadł na zdrowiu. Ponadto dużym ciosem było dla niego zaginięcie gen. Zagórskiego. Władze oskarżyły go o dezercję, Rozwadowski uznawał te zarzuty za oszczerstwo i że Zagórski najprawdopodobniej padł ofiarą mordu politycznego. Rozwadowski obwiniał się o los Zagórskiego. Według niego powodem zgładzenia towarzysza niedoli, było to, iż przy zwalnianiu wyjawił, że Zagórski pisze pamiętniki, w których ten oskarżał Józefa Piłsudskiego o agenturalną działalność w latach I wojny światowej.
Rozwadowski coraz częściej przebywał w Jastrzębiej Górze, gdzie próbował się leczyć, z nasilających się bólów brzucha, połączonych z krwawieniem i silnymi torsjami. Lekarze byli bezradni. Schorowanemu generałowi spokoju nie dawało ciągłe przesuwanie terminu rozprawy jaka się miała przeciw niemu zacząć. W okresach lepszego samopoczucia Rozwadowski pracował nad nowymi wynalazkami i pisał rozprawy wojskowe.
W 1928 roku napisał referat poświęcony „Problemowi dzisiejszej obrony Państwa”, nazywany również „Testamentem wojskowym generała Rozwadowskiego”. Postulował w nim utworzenie specjalnej formacji, tzw. armii wysokiego pogotowia, zdolnej do błyskawicznej mobilizacji w obliczu najazdu ze strony Rosji lub Niemiec. W jej skład miały wchodzić specjalnie wyszkolone jednostki, potrafiące działać w ekstremalnych warunkach. Armia ta miała być doskonale wyposażona w lotnictwo, kawalerię i samodzielne grupy specjalnej broni pancernej i samochodowej. Rozwadowski zdawał sobie sprawę z nieuchronności konfliktu z Rosją i Niemcami. Jego przewidywany termin określał na rok 1936.

### Choroba, śmierć
Po powrocie z Antokolu stan zdrowia generała pogorszył się; regularnie miał ataki wysokiej gorączki, na przełomie września i października 1928 ataki pojawiały się co kilka dni. Gen. Rozwadowski zmarł 18 października 1928 roku o godz 13:40 w lecznicy św. Józefa przy ul. Hożej w Warszawie. W ostatnich dniach życia towarzyszyli mu jego krewni i przyjaciele, m.in. były adiutant por. Marceli Kycia, gen. Władysław Sikorski, Maria Bobrzyńska oraz Emilia Jędrzejowiczowa. Ostatnią wolą generała było pochowanie go na Cmentarzu Obrońców Lwowa – wśród swoich żołnierzy. Nie brakowało domysłów i podejrzeń, co do przyczyn śmierci. Do dziś popularne są dwie teorie dotyczące śmierci generała – zgodnie z pierwszą cela generała miałaby zostać pomalowana farbą z arszenikiem,  – podobnie nie zaobserwowano u generała charakterystycznych objawów zatrucia (m.in. pasm Meesa) co czyni tę hipotezę niewiarygodną. Druga teoria zakłada, iż generał miałby zostać poczęstowany kanapkami z pociętym końskim włosiem, które doprowadziły do owrzodzenia jelit i śmierci. Podobnie jak w przypadku poprzedniej hipotezy nie ma żadnych dowodów na jej poparcie, ponadto nie jest znany przykład jakiejkolwiek innej osoby, która by została zamordowana w ten sposób. Warto zwrócić uwagę, iż stan zdrowia generała Rozwadowskiego był zły od dłuższego czasu, na co wpływ prawdopodobnie miały warunki i rygor wojskowego aresztu.

### Pogrzeb i kwestia pochówku
Msza żałobna w Warszawie odbyła się 20 października o godz. 11:30. Następnie trumnę z generałem przeniesiono na Dworzec Główny, skąd przetransportowano do Lwowa. Uroczystości pogrzebowe rozpoczęły się w poniedziałek 22 października o godz. 10:00. Władze celowo narzuciły tak wczesną porę, aby przyszło jak najmniej ludzi. Mimo to generała żegnały tłumy. Nabożeństwo odprawił w kościele oo. Bernardynów ks. arcybiskup metropolita Bolesław Twardowski. Gdy kondukt żałobny dotarł do Cmentarza Obrońców Lwowa, trumnę na swych barkach ponieśli aż do miejsca spoczynku usunięci z armii generałowie: Stanisław Haller, Roman Żaba, Walery Maryański, Franciszek Meraviglia-Crivelli, Robert Lamezan-Salins i Filip Siarkiewicz. Nad grobem mowę wygłosił były legionista ks. Józef Panaś: „Był to prawdziwie chrześcijański, wielki Wódz, który umiał zwyciężać bez podniesienia się w pychę i bez pastwienia się nad pokonanym przeciwnikiem, a gdy poniósł klęskę, poniósł ją nie tylko bez upodlenia się, ale nawet bez chęci zemsty i nienawiści do chwilowego zwycięzcy”.
W okresie Ukraińskiej SRR w trakcie profanacji i zrównywania z ziemią Cmentarza Obrońców Lwowa Maria Tereszczakówna (polska działaczka społeczna) wraz z grupą kilku innych osób, w celu ratowania szczątków polskich bohaterów pochowanych na tym cmentarzu przeniosła kilka ciał zasłużonych Polaków (oprócz gen. Tadeusza Jordan-Rozwadowskiego m.in. gen. Wacława Iwaszkiewicza-Rudoszańskiego, dowódcy obrony Lwowa z 1918 Czesława Mączyńskiego, arcybiskupa lwowskiego Józefa Teodorowicza, ks. Gerarda Szmyda, twórców polskiego lotnictwa: Stefana Bastyra, Stefana Steca i Władysława Torunia) w inne miejsce pochówków, które z powodu śmierci świadków i wcześniejszego braku zainteresowania polskich instytucji do dziś pozostają nieznane (z wyjątkiem miejsca pochówku biskupa Teodorowicza i ks. Szmyda).
W 2013 r. Rada Ochrony Walk i Męczeństwa oficjalnie poinformowała, że najpewniej ciało Rozwadowskiego w latach 70. XX wieku zostało przeniesione w nieznane miejsce, prawdopodobnie na Cmentarz Łyczakowski.

## Awanse
W armii austro-węgierskiej
- podporucznik – 18 sierpnia 1886
- porucznik – 1891
- kapitan – maj 1894
- major – 1 listopada 1900[7]
- podpułkownik – 1905
- pułkownik – maj 1908
- generał-major (Generalmajor) – maj 1913
- feldmarszałek-porucznik (Feldmarschalleutnant) – 1916

W armii polskiej
- generał porucznik – 1918
- generał broni – 1 kwietnia 1921

## Ordery i odznaczenia
Polskie
- Krzyż Komandorski Orderu Wojskowego Virtuti Militari (1922) – dekret L 14871[4][24]
- Krzyż Srebrny Orderu Wojskowego Virtuti Militari (1921)[60][24]
- Order Odrodzenia Polski klasy III (1921)[61][24]
- Krzyż Walecznych (1921)[62], czterokrotnie[24]

Zagraniczne
- Krzyż Kawalerski Orderu Marii Teresy (1918, Austro-Węgry)[b][24][6]
- Krzyż Kawalerski Orderu Leopolda z Mieczami (1914, Austro-Węgry)[63]
- Krzyż Oficerski Orderu Franciszka Józefa (1912, Austro-Węgry)[64]
- Order Korony Żelaznej III klasy (1907, Austro-Węgry)[65]
- Krzyż Zasługi Wojskowej z Mieczami III klasy z dekoracją wojenną (1915, Austro-Węgry)[66]
- Medal Signum Laudis z mieczami (Austro-Węgry)
- Odznaka za Służbę dla Oficerów (za 25 lat służby, Austro-Węgry)
- Krzyż Jubileuszowy Wojskowy (Austro-Węgry)
- Order Korony III klasy (Rumunia)[7]
- Krzyż Żelazny II klasy (Królestwo Prus)[67]
- Order Lwa Białego II klasy (Czechosłowacja)[24]
- Krzyż Wolności II klasy (1922, Estonia)[68][24]
- Order Legii Honorowej III klasy (Francja, 1921)[69]
- Order św. Sawy I klasy (Królestwo SHS)
- Order Orła Białego III klasy (Królestwo SHS)[70][24]
- Order Gwiazdy I klasy (Rumunia)
- Order Korony I klasy (Rumunia)[24]
- Order Korony I klasy (Włochy)[24]

## Rodzina Jordan Rozwadowskich
Generał Rozwadowski pochodził z rodziny zasłużonej w dziejach Polski. Przedstawiciele tego rodu byli 13 razy odznaczani krzyżem Virtuti Militari, dziewięciu jego przedstawicieli poległo w wojnach o niepodległość Polski. Do najbardziej znanych członków rodu należą prof. Jan Michał Rozwadowski – prezes PAU, prof. Jan Emanuel Rozwadowski – sekretarz Komitetu Narodowego Polskiego, płk Kazimierz Rozwadowski – współorganizator 8. pułku ułanów, Cecylia Rozwadowska por. AK – organizatorka oświaty w obozie dla kobiet żołnierzy Powstania Warszawskiego w obozie Oberlangen oraz Wincenty Jordan Rozwadowski ps. Pascal – organizator siatki wywiadowczej F2 działającej we Francji w czasie II wojny światowej oraz Zygmunt Rozwadowski malarz – batalista, brat Jana Michała. Kuzynką generała była siostra Anuncjata (Helena) Jordan Rozwadowska – przełożona sióstr Zmartwychwstanek ze Lwowa po II wojnie światowej generalna ekonomka zgromadzenia w Rzymie. W czasie II wojny światowej siostra Anuncjata została zaprzysiężona w AK; wykazała się też niezwykle heroiczną postawą, ukrywając w domu zakonnym Żydów i zagrożonych aresztowaniem Polaków, a także Rosjan. Ponadto zarówno brat Tadeusza, Wiktor, jak i ich krewny Jan Władysław Rozwadowski, w 1940 zostali zamordowani w ramach zbrodni katyńskiej na Ukrainie.

## Znaczenie i upamiętnienie

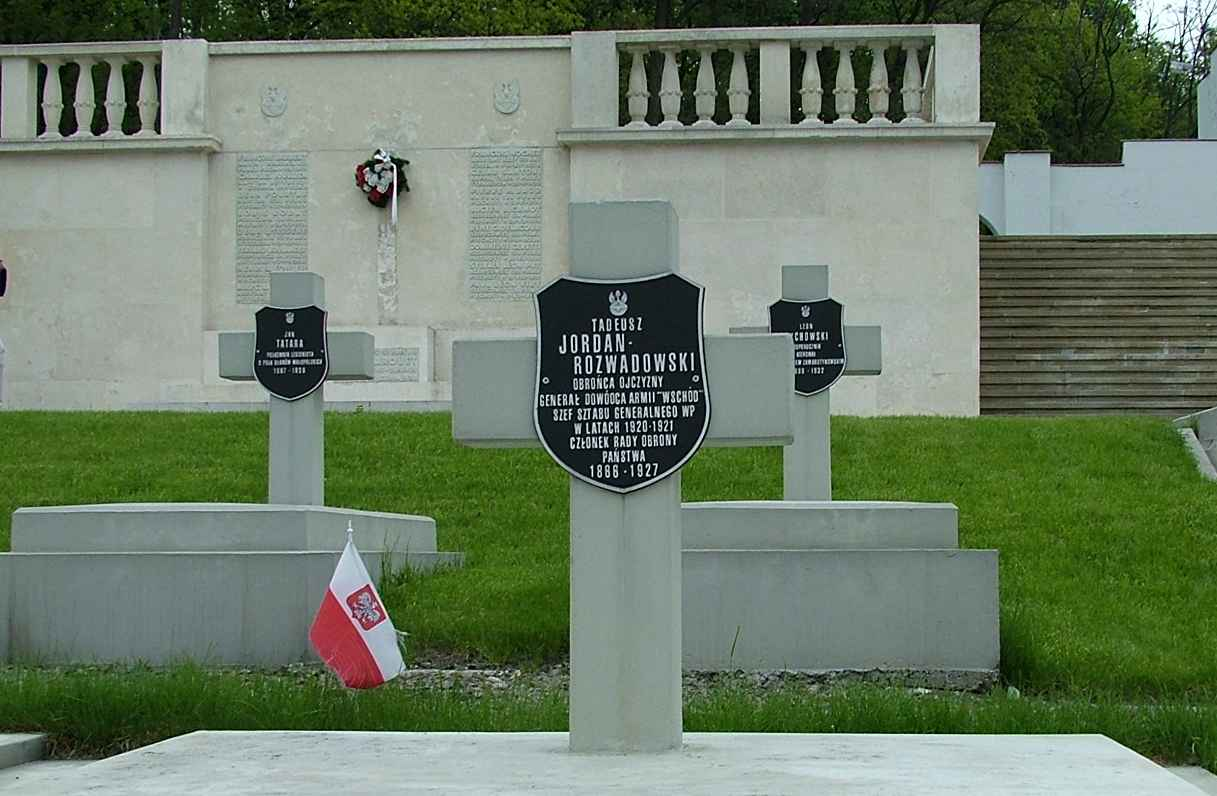
Symboliczny grób gen. Rozwadowskiego na Cmentarzu Obrońców Lwowa

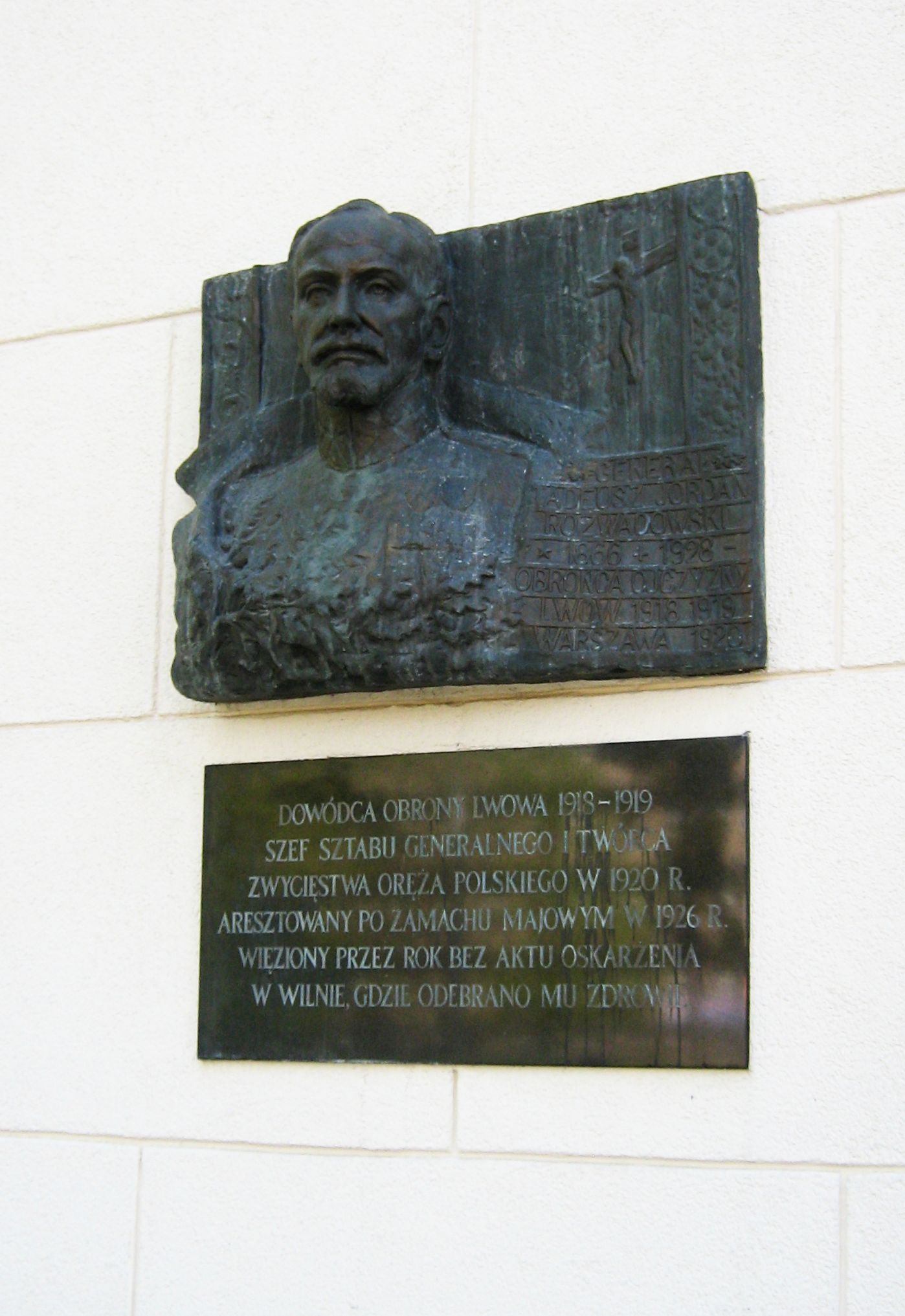
Tablica pamiątkowa na fasadzie Konkatedry Matki Bożej Zwycięskiej w Warszawie

Gen. Tadeusz Rozwadowski był jednym z licznych wyższych oficerów wywodzących się z armii państw zaborczych, których doświadczenie, talenty i zdolności były dla wojska nieocenione wobec braku wykształconej w Polsce kadry oficerskiej. Jednakże ich obecność powodowała też wiele konfliktów przy sprzecznych koncepcjach strategiczno-politycznych. Nie bez znaczenia był fakt, że znaczna część kadry oficerskiej pochodziła z formacji rosyjskich i austro-węgierskich. Obie armie hołdowały archaicznym metodom sztuki wojennej i obie poniosły dotkliwe straty w I wojnie światowej. Niektórzy młodsi oficerowie polscy oceniali ich przydatność negatywnie. Piłsudczyk gen. Narbutt-Łuczyński w swych wspomnieniach napisał: ... w miarę mieszania kadry przez przydziały z wszystkich dawnych formacji, stanowiących tworzywo odrodzonej armii polskiej, zaczęło się wkradać zbyt daleko idące zróżnicowanie metod szkolenia. Różnice i rozbieżności pogłębiała jeszcze i ta okoliczność, że generałowie-inspektorzy armii narzucali częstokroć nawyki zakorzenione w okresie ich służby we wszystkich armiach zaborczych, ..., których wartość instrukcyjna nie zawsze odpowiadała wymogom narodowego wojska. Natomiast bardzo pozytywnie oceniał działalność gen. Rozwadowskiego gen. Marian Kukiel (związany z Sikorskim), który pisał „Zwolennik wojny manewrowej, przeciwnik obrony stałej przy niedostatecznych siłach, generał Rozwadowski z niepospolitym polotem myśli i niezmordowaną energią starał się wszczepić swoje koncepcje w dowódców armii czy grup i ich sztaby, starał się wskrzesić ducha inicjatywy, rozbudzić myśl operacyjną, jakby zamarłą w szablonach linii obronnych, odcinków, pasów działania”.
W pierwszą rocznicę śmierci generała w 1929 w Krakowie ukazała się poświęcona mu publikacja pt. Generał Rozwadowski, opracowana przez kuzyna generała, pułkownika Adama Jordana Rozwadowskiego; wydawcami byli Mikołaj Rey, Włodzimierz Tyszkiewicz, Roman Żaba, Walery Maryański, Albert Mniszek, Kazimierz Przybysławski. W jednym z rozdziałów wspominał go wieloletni towarzysz broni, Franciszek Latinik:

Ojczyzna i Naród były najdrogocenniejszymi skarbami jego wzniosłego serca i ducha. Czciliśmy i kochaliśmy Go za tę Jego prawość i czystość uczuć i charakteru, podziwialiśmy Jego genjalność i cnoty prawdziwego bohatera, a składając cześć i hołd Jego wiecznej pamięci, jesteśmy przekonani, że nie tylko Naród, ale i historja Rozwadowskiego zasług nigdy nie zapomni.

Uchwałą Rady Miasta Lwowa z listopada 1938 jednej z ulic we Lwowie nadano imię Tadeusza Rozwadowskiego.
Na fasadzie Konkatedry Matki Bożej Zwycięskiej w Warszawie ustanowiono tablicę pamiątkową honorującą generała Tadeusza Rozwadowskiego.
W Opolu imieniem generała Tadeusza Rozwadowskiego nazwano rondo drogowe.
W 2012 powstał film dokumentalny o gen. Tadeuszu Rozwadowskim pt. Zapomniany generał. Tadeusz Jordan Rozwadowski (scenariusz i reżyseria Piotr Boruszkowski).
W kwietniu 2019 gen. broni Tadeusz Jordan Rozwadowski został patronem 23 Śląskiego Pułku Artylerii.
Gen. Tadeusz Rozwadowski jest jednym z bohaterów zbioru opowiadań Bohaterowie upodleni Dariusza Rozwadowskiego, który ukazał się w 2019 roku.
21 października 2022 roku generał Tadeusz Jordan Rozwadowski został patronem Szkoły Podstawowej w Łukowem (gmina Zagórz, Województwo Podkarpackie).
W lipcu 2024 gen. broni Tadeusz Jordan Rozwadowski został patronem 4 Regionalnej Bazy Logistycznej.
We wrześniu 2024 odbyła się uroczystość nadania im. gen. Tadeusza Rozwadowskiego rondu zlokalizowanemu w Godowie oraz odsłonięcia tablicy pamiątkowej poświęconej generałowi, przy cmentarzu wojennym w Chodlu.